# Manuel Bühler
Pour les articles homonymes, voir Bühler.
Manuel Alfonso Bühler est un footballeur professionnel suisse. Il est né le 1er septembre 1983 en Colombie. Il mesure 1,70 m et pèse 62 kg. Il joue milieu de terrain.

## Clubs successifs
1999-2001 : Neuchâtel Xamax ( Suisse)

2001-2002 : Grasshopper Zürich ( Suisse)

2002-2003 : FC Aarau ( Suisse) ( Suisse)

2003-2004 : Grasshopper Zürich ( Suisse)

2004-2006 : FC Sion ( Suisse)

2006-2007 : Yverdon-Sport FC ( Suisse)

2007-2008 : FC Chiasso ( Suisse)

2008-Oct.2010 : Yverdon-Sport FC ( Suisse)

????-2012 : Stade nyonnais FC

2012 : FC Fribourg ( Suisse)